# Donnellsmithia coahuilensis
Donnellsmithia coahuilensis är en flockblommig växtart som beskrevs av Mildred Esther Mathias och Lincoln Constance. Donnellsmithia coahuilensis ingår i släktet Donnellsmithia och familjen flockblommiga växter. Inga underarter finns listade i Catalogue of Life.